# ビル・ヘイダー
ビル・ヘイダー（Bill Hader, 1978年6月7日 - ）は、アメリカ合衆国オクラホマ州生まれの俳優・コメディアン・声優・プロデューサー・監督・脚本家。

## 来歴
俳優、コメディアンとして活躍するヘイダーは、1978年オクラホマ州タルサに生まれる。地元の小学校と中学校を卒業後、アリゾナ州にある美術学校と短大へ進学。その後、コメディ集団のセカンド・シティへ参加したり地元タルサにある公園で人形劇などを行い、その才能に磨きをかけていく。生計を立てるためにプロダクション・アシスタントとして『スコーピオン・キング』や『コラテラル・ダメージ』にも参加していた。同じくコメディアンのメーガン・ムラーリーからその才能を見出されたヘイダーは、それがきっかけでサタデー・ナイト・ライブへ出演。いわゆるものまねタレントとしてアル・パチーノやヴィンセント・プライスなどの物真似を披露し人気を博していく。同番組では、物真似以外でもコミカルなキャラクターを演じたり、その持ち味を存分に発揮してレギュラー出演者として才能を発揮した。
映画への出演もしており、コメディ映画を中心にキャリアを重ねている。近年ではベン・スティラー監督・主演の『トロピック・サンダー/史上最低の作戦』においてトム・クルーズ演じる大物映画プロデューサーに媚を売る製作スタッフをコミカルに演じた。俳優業の他にも、アニメ『サウス・パーク』においてはプロデューサーとして名を連ねており、2009年にはプライムタイム・エミー賞を受賞している。
2018年からはテレビドラマシリーズ『バリー』で製作総指揮、共同クリエイター、監督、脚本、主演を務めて、プライムタイム・エミー賞主演男優賞（コメディシリーズ部門）を2年連続で受賞した。

## 人物
2024年のお気に入りの映画としてギンツ・ジルバロディス監督のアニメ映画『Flow』を挙げている。「猫を飼いたくなった」とコメントを残しているが、当の本人は猫アレルギーである。

## 私生活
2006年に同じくエンターテイメント業界で働くマギー・キャリーと結婚しており、2009年、2012年と2014年にそれぞれ娘が生まれている。キャリーとは2018年に離婚した。
2020年1月、交際中のレイチェル・ビルソンとゴールデングローブ授賞式に出席したが、同年7月に破局が報じられた。
2022年1月、アナ・ケンドリックとの交際が報じられた。

## 出演作品

### 映画
| 年   | 題名                                                                        | 役名                            | 備考                       |
| ---- | --------------------------------------------------------------------------- | ------------------------------- | -------------------------- |
| 2006 | トラブル・マリッジ カレと私とデュプリーの場合 You, Me and Dupree            | マーク                          |                            |
| 2007 | 無ケーカクの命中男/ノックトアップ Knocked Up                                | ブレント                        |                            |
| 2007 | ホット・ロッド めざせ! 不死身のスタントマン Hot Rod                         | デーヴ                          |                            |
| 2007 | スーパーバッド 童貞ウォーズ Superbad                                        | スレイター                      |                            |
| 2008 | 寝取られ男のラブ♂バカンス Forgetting Sarah Marshall                         | ブライアン・ブレッター          |                            |
| 2008 | スモーキング・ハイ Pineapple Express                                        | ミラー                          |                            |
| 2008 | トロピック・サンダー/史上最低の作戦 Tropic Thunder                          | ロブ・スロロム                  |                            |
| 2009 | アドベンチャーランドへようこそ Adventureland                                | ボビー                          |                            |
| 2009 | 紀元1年が、こんなんだったら!? Year One                                      | シャマン                        |                            |
| 2009 | ナイト ミュージアム2 Night at the Museum: Battle of the Smithsonian         | カスター将軍                    |                            |
| 2009 | アイス・エイジ3/ティラノのおとしもの Ice Age: Dawn of the Dinosaurs         | ガゼル                          | 声の出演                   |
| 2009 | くもりときどきミートボール Cloudy with a Chance of Meatballs                | フリント・ロックウッド          | 声の出演                   |
| 2010 | スコット・ピルグリムVS.邪悪な元カレ軍団 Scott Pilgrim vs. the World         | ナレーター                      | 声の出演                   |
| 2011 | 宇宙人ポール Paul                                                           | ハガード                        |                            |
| 2012 | メン・イン・ブラック3 Men in Black 3                                        | アンディ・ウォーホル            |                            |
| 2012 | 40歳からの家族ケーカク This Is 40                                           | 店の男                          | カメオ出演 クレジットなし  |
| 2013 | スペースガーディアン Escape from Planet Earth                               | アナウンサー                    | 声の出演 クレジットなし    |
| 2013 | モンスターズ・ユニバーシティ Monsters University                            | レフェリー                      | 声の出演                   |
| 2013 | スター・トレック イントゥ・ダークネス Star Trek Into Darkness               | USSヴェンジェンスのコンピュータ | 声の出演                   |
| 2013 | ターボ Turbo                                                                | ガイ・ガニエ                    | 声の出演                   |
| 2013 | 私にもできる!イケてる女の10（以上）のこと The To Do List                    | ウィリー・マクリーン            |                            |
| 2013 | ラブストーリーズ コナーの涙 The Disappearance of Eleanor Rigby: Him         | ステュアート                    |                            |
| 2013 | ラブストーリーズ エリナーの愛情 The Disappearance of Eleanor Rigby: Her     | ステュアート                    |                            |
| 2013 | くもりときどきミートボール2 Cloudy with a Chance of Meatballs 2             | フリント・ロックウッド          | 声の出演                   |
| 2013 | her/世界でひとつの彼女 Her                                                  | チャットルームフレンド2         | 声の出演                   |
| 2014 | スケルトン・ツインズ 幸せな人生のはじめ方 The Skeleton Twins                | マイロ・ディーン                |                            |
| 2014 | 22ジャンプストリート 22 Jump Street                                         |                                 | クレジットなし             |
| 2015 | エイミー、エイミー、エイミー! こじらせシングルライフの抜け出し方 Trainwreck | アーロン・コンナーズ            |                            |
| 2015 | インサイド・ヘッド Inside Out                                               | ビビリ                          | 声の出演                   |
| 2015 | マギーズ・プラン 幸せのあとしまつ Maggie's Plan                             | トニー                          |                            |
| 2015 | スター・ウォーズ/フォースの覚醒 Star Wars: The Force Awakens                | BB-8                            | 声の出演                   |
| 2016 | ソーセージ・パーティー Sausage Party                                        | 火酒、テキーラ、エル・グアポ    | 声の出演                   |
| 2016 | アングリーバード Angry Birds                                                | レオナルド                      | 声の出演                   |
| 2016 | BFG: ビッグ・フレンドリー・ジャイアント The BFG                             | チダラリン                      |                            |
| 2016 | ファインディング・ドリー Finding Dory                                       | スタン                          | 声の出演                   |
| 2017 | パワーレンジャー Power Rangers                                              | アルファ5                       | 声の出演                   |
| 2018 | シュガー・ラッシュ:オンライン Ralph Breaks the Internet                     | JP・スパムリー                  | 声の出演（クレジットなし） |
| 2019 | トイ・ストーリー4 Toy Story 4                                               | アクセル                        | 声の出演                   |
| 2019 | アングリーバード2 The Angry Birds Movie 2                                   | レオナルド                      | 声の出演                   |
| 2019 | IT/イット THE END “それ”が見えたら、終わり。 It Chapter Two                 | リッチー・トージア              |                            |
| 2019 | ノエル Noelle                                                               | ニック・クリングル              |                            |
| 2021 | アダムス・ファミリー2 アメリカ横断旅行! The Addams Family 2                 | サイラス・ストレンジ            | 声の出演                   |
| 2022 | バズ・ライトイヤー Lightyear                                                | フェザリンガムスタン            | 声の出演                   |
| 2024 | ブルー きみは大丈夫 IF                                                      | バナナ                          | 声の出演                   |

### テレビシリーズ
| 放映年    | 題名                                                                             | 役名                        | 備考 |
| --------- | -------------------------------------------------------------------------------- | --------------------------- | --- |
| 2005      | パンクト Punk'd                                                                  | Field agent                 | 計1話出演 |
| 2005-2013 | サタデー・ナイト・ライブ Saturday Night Live                                     | Various roles               | 計157話出演 |
| 2008      | ヒューマン・ジャイアント Human Giant'                                            | Himself / Little Kevin      | 計4話出演 |
| 2008-2017 | サウスパーク South Park                                                          | Various voices              | 計8話出演 |
| 2010      | 30 ROCK/サーティー・ロック 30 Rock                                               | ケヴィン                    | 第5シーズン第4話「Live Show」                                                                                               |
| 2018-2023 | バリー Barry                                                                     | バリー                      | 主演、製作総指揮、共同クリエイター、監督、脚本 第70回、第71回プライムタイム・エミー賞主演男優賞（コメディシリーズ部門）受賞 |
| 2019      | ダーククリスタル: エイジ・オブ・レジスタンス The Dark Crystal: Age of Resistance | urGoh / The Wanderer        | 計4話声の出演 |
| 2021      | Marvel's M.O.D.O.K.                                                              | Angar the Screamer / Leader | 計2話声の出演 |

### テレビアニメ
- Aqua Teen Hunger Force （2009年）
- Xavier: Renegade Angel （2009年）

### テレビ人形劇
- ダーククリスタル: エイジ・オブ・レジスタンス (2019年) (さまよい人の声)

### プロデュース
- サウス・パーク South Park （2009年）

## 参照
1. ↑  Gene Triplett, "Funny things about Bill Hader: Growing up in Tulsa as ‘movie nerd' gave comic actor material," The Oklahoman, August 17, 2007.
2. ↑  “2018年「第70回 エミー賞」受賞結果を発表！”.   MTV (2018年9月19日). 2019年4月20日閲覧。
3. ↑  O'Falt, Chris (2024年12月30日). “65 Directors Pick Their Favorite Films of 2024” (英語). IndieWire. 2025年1月1日閲覧。
4. ↑  Sierra Marquina and Brody Brown (2014年11月18日). “'Bill Hader, Wife Maggie Carey Welcome Third Child, Baby Girl Hayley Hader!”. US US Magazine 2015年2月4日閲覧。
5. ↑  March 05, Natalie Stone. “Bill Hader Reaches Divorce Settlement with Ex-Wife Maggie Carey” (英語). PEOPLE.com. 2022年3月3日閲覧。
6. ↑  January 05, Jodi Guglielmi. “It's Official! Bill Hader and Rachel Bilson Confirm Relationship at the Golden Globe Awards” (英語). PEOPLE.com. 2022年3月3日閲覧。
7. ↑  Ramirez, Christina Dugan. “Bill Hader and Rachel Bilson Split 6 Months After Going Public” (英語). PEOPLE.com. 2022年3月3日閲覧。
8. ↑  Brody, Lanae. “Anna Kendrick and Bill Hader Have Been 'Quietly' Dating for Over a Year: 'She's Really Happy'” (英語). PEOPLE.com. 2022年3月3日閲覧。